# Propedies pseudogeniculatus
Propedies pseudogeniculatus är en insektsart som beskrevs av Ronderos och Sanchez 1983. Propedies pseudogeniculatus ingår i släktet Propedies och familjen gräshoppor. Inga underarter finns listade i Catalogue of Life.